# Internacionála (píseň)
Internacionála je mezinárodní hymna dělnického hnutí, spojovaná především[zdroj?] s komunismem, zpívaná ale i v socialistických, sociálně demokratických a anarchistických kruzích. Jde o jeden z nejvýznamnějších symbolů levice.
Originální francouzskou verzi L'Internationale napsal komunardský básník Eugène Pottier (1816–1887) v roce 1871, v době krvavého potlačení komuny. Text písně líčí sociální nespravedlnost, hladovějící a utiskované dělníky, a vyzývá je ke vzpouře. V roce 1887 byla zveřejněna ve sbírce Pottierových básní Revoluční zpěvy. O rok později se sbírka dostala do rukou dělnického skladatele Pierra Degeytera v Lille, který na text Internacionály napsal hudební doprovod. Píseň byla vydána nakladatelstvím Dělnická lyra bez uvedení jména skladatele, kterému hrozila ztráta zaměstnání. Zpívala se na odborářských slavnostech a dělnických shromážděních v severní Francii. V roce 1904 ji francouzští delegáti představili na amsterdamském sjezdu II. internacionály a od té doby se Internacionála stala hymnou mezinárodního dělnického hnutí.
Originální francouzská verze má šest slok, ve většině jazyků včetně češtiny se ale používají jen první a poslední sloka. Byla přeložena do mnoha jazyků, česká slova jsou dílem Antonína Macka (1872–1923) a Josefa Skaláka (1874–1968). Ruská verze v překladu Arkadije Koce byla hymnou SSSR až do roku 1944, kdy byla nahrazena novou sovětskou hymnou.

## Text české verze
Již vzhůru psanci této země,
Již vzhůru všichni jež hlad zhnět,
Teď právo duní v jícnu temně
a výbuch zahřmí naposled.
Od minulosti spějme zpátky,
Otroci, vzhůru k cílům svým!
Již chví se světa základ vratký,
My ničím nejsme, buďme vším!

refrén
Poslední bitva vzplála,
Dejme se na pochod!
Internacionála
je zítřka lidský rod.
Poslední bitva vzplála,
Dejme se na pochod!
Internacionála
je zítřka lidský rod.

Dělníci, též rolníci, bratři,
jsme velkou stranou dělnickou,
všem lidem jenom země patří
a zahaleči ať již jdou!
Dost napásla se naši muky,
vran supů hejna kroužící,
rozptýlí den příští jich shluky,
věčně vzplá slunce zářicí.

refrén
Poslední bitva vzplála,
Dejme se na pochod!
Internacionála
je zítřka lidský rod.
Poslední bitva vzplála,
Dejme se na pochod!
Internacionála
je zítřka lidský rod.

## Text francouzské verze
Úplná verze ze sbírky Revoluční zpěvy (1887) :
Debout! les damnés de la terre!

Debout! les forçats de la faim!

La raison tonne en son cratère,

C'est l'éruption de la fin.

Du passé faisons table rase,

Foule esclave, debout! debout!

Le monde va changer de base:

Nous ne sommes rien, soyons tout!

refrén

C'est la lutte finale

Groupons-nous, et demain,

L'Internationale,

Sera le genre humain.

L’État opprime et la loi triche,

L’impôt saigne le malheureux;

Nul devoir ne s’impose au riche,

Le droit du pauvre est un mot creux.

C’est assez languir en tutelle,

L’égalité veut d’autres lois :

« Pas de droits sans devoirs, dit-elle,

Égaux, pas de devoirs sans droits ! »

refrén

Hideux dans leur apothéose,

Les rois de la mine et du rail,

Ont-ils jamais fait autre chose,

Que dévaliser le travail ?

Dans les coffres-forts de la bande,

Ce qu’il a créé s’est fondu.

En décrétant qu’on le lui rende,

Le peuple ne veut que son dû.

refrén

Les Rois nous saoûlaient de fumées,

Paix entre nous, guerre aux tyrans !

Appliquons la grève aux armées,

Crosse en l’air et rompons les rangs !

S’ils s’obstinent, ces cannibales,

À faire de nous des héros,

Ils sauront bientôt que nos balles

Sont pour nos propres généraux.

refrén

Il n'est pas de sauveurs suprêmes,

Ni Dieu, ni César, ni tribun,

Producteurs sauvons-nous nous-mêmes!

Décrétons le salut commun!

Pour que le voleur rende gorge,

Pour tirer l'esprit du cachot,

Soufflons nous-mêmes notre forge,

Battons le fer quand il est chaud!

refrén

Ouvriers, Paysans, nous sommes

Le grand parti des travailleurs;

La terre n'appartient qu'aux hommes,

L'oisif ira loger ailleurs.

Combien de nos chairs se repaissent!

Mais si les corbeaux, les vautours,

Un de ces matins disparaissent,

Le soleil brillera toujours!

refrén

Pozn. Existuje ručně psaná verze básně, starší než finální verze vytištěná v roce 1887. Byla zveřejněna v roce 1990 ve Francii. 

## Zajímavosti

### Zakázaná sloka
Pottierova Internacionála měla v původním znění šest slok. Tištěno však bylo zpravidla jen pět slok (1.–4. a 6. z původní verze). Pátá sloka musela být vynechávána, protože dle francouzských soudů podněcovala vojenské vzpoury. Také v cizojazyčných překladech většinou chybí, není ani v nejužívanějším českém překladu A. Macka a J. Skaláka (má jen pět slok). Celou Internacionálu přeložil do češtiny až Jan Otokar Fischer
Les rois nous saoûlaient de fumées.
Paix entre nous, guerre aux tyrans!
Appliquons la grève aux armées,

Crosse en l’air et rompons les rangs!
S’ils s’obstinent, ces cannibales,
À faire de nous des héros,
Ils sauront bientôt que nos balles
Sont pour nos propres généraux.

Tyrani v dým halí svou vládu.
Mír mezi námi, vládcům boj!
Rozšiřme stávky na armádu
a rozdělme se o výzbroj.
A když z nás mermomocí páni
vraždící vojsko chtějí mít,
dovedem náboji svých zbraní
své generály zastřelit.
Eugène Pottier, „Internacionála“, úryvek (5. sloka původního znění)

### Překlad Vítězslava Nezvala
Do češtiny přeložil část Internacionály i básník Vítězslav Nezval. Nejde o překlad doslovný, ale o volné přebásnění tří slok a refrénu. Nezvalův text byl publikován v roce 1937 v týdeníku Tvorba.
Ne, není vyšších spasitelů.
Ni bůh, ni cézar, ni tribun.
Spasme se sami bez kostelů!
Pro blaho všech nechť padne trůn!
Aby zloděj pustil kořist z tlamy
A duch se vysvobodil z pout,
Rozdmýchejme svou výheň sami.
Než zchladne kov, je třeba kout!
Eugène Pottier, „Internacionála“, úryvek z překladu Vítězslava Nezvala